# .40-72 Winchester

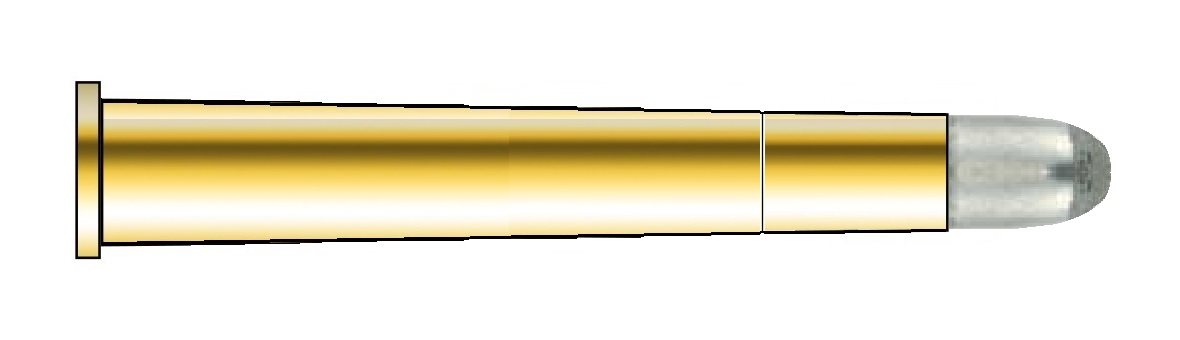
O cartucho .40-72 Winchester.

O .40-72 Winchester (ou .40-72 WCF) é um cartucho de fogo central para rifle, com aro em formato "cilíndrico", projetado para uso em rifles por ação de alavanca pela Winchester Repeating Arms Company em 1895.

## Descrição e Performance

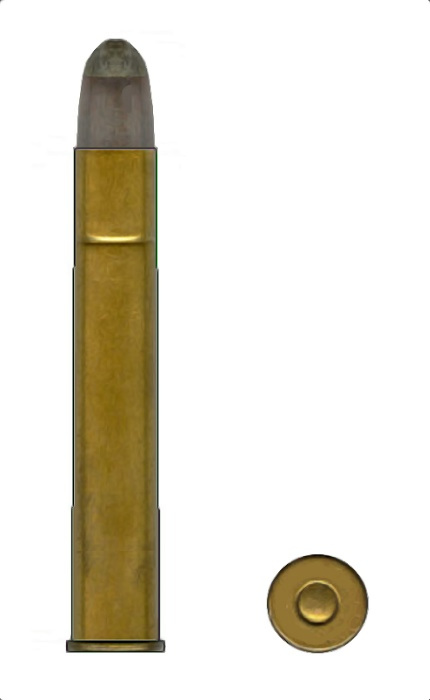
O .40-72 WCF.

O .40-72 WCF é um cartucho originalmente projetado para uso de pólvora negra e para ser utilizado no rifle Winchester Model 1895.
A carga original de fábrica do .40-72 WCF consistia em uma bala de 300 grãos (19 g) a 1.420 pés/s (430 m/s) ou uma bala de 330 grãos (21 g) a 1.380 pés / s (420 m / s).
Com a introdução de cartuchos superiores projetados para pólvora sem fumaça, o .40-72 WCF se tornou obsoleto e logo foi retirado de produção. A produção desses cartuchos pela Winchester cessou em 1936.
Além do rifle por ação de alavanca Model 1895, o .40-72 WCF foi adotado também no rifle de tiro único Winchester Model 1885.

## Dimensões

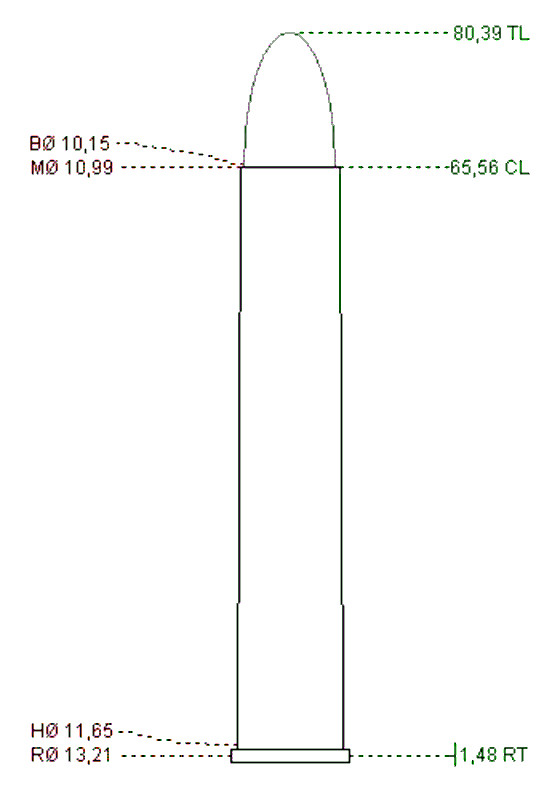